# Pulicaria sicula
Pulicaria sicula là một loài thực vật có hoa trong họ Cúc. Loài này được (L.) Moris miêu tả khoa học đầu tiên năm 1840.